# Drets del col·lectiu LGBT a les Comores

Aquest és un article sobre els drets LGBT a les Comores. Les persones lesbianes, gais, bisexuals i transsexuals a les Comores han d'afrontar reptes legals que no experimenten els residents no LGBT. Les Comores tenen lleis que s'apliquen a actes que es consideren contra natura. L'edat del consentiment és de tretze.

## Llei sobre l'activitat sexual amb el mateix sexe
Tant els actes sexuals masculins com femenins considerats contra natura són il·legals a Comores. Aquests actes són castigats amb fins a cinc anys de presó i una multa de 50.000 a 1.000.000 francs.

## Reconeixement de les relacions entre persones del mateix sexe
No es reconeixen drets legals per a parelles del mateix sexe.

## Proteccions de discriminació
No hi ha protecció legal contra discriminació basada en l'orientació sexual.

## Condicions de vida
L'informe de drets humans de 2010 del Departament d'Estat dels Estats Units va trobar que "les persones que participen en l'activitat homosexual no discutien públicament la seva orientació sexual a causa de la pressió social. No hi ha organitzacions lesbianes, gais, bisexuals i transsexuals al país."

## Taula resum
| Activitat sexual legal amb el mateix sexe                     | (Pena: Cinc anys de presó i multa) |
| Mateixa edat de consentiment                                  | No                                 |
| Lleis antidiscriminació a la feina                            | No                                 |
| Lleis antidiscriminació en la prestació de béns i serveis     | No                                 |
| Matrimoni del mateix sexe                                     | No                                 |
| Lleis antidiscriminació en el discurs de l'odi i la violència | No                                 |
| Reconeixement de les parelles del mateix sexe                 | No                                 |
| Adopció de fillastres per parelles del mateix sexe            | No                                 |
| Adopció conjunta per parelles del mateix sexe                 | No                                 |
| Prestació de servei militar per gais i lesbianes              |                                    |
| Dret legal a canviar de gènere                                | No                                 |
| Accés a la fecundació in vitro per lesbianes                  | No                                 |
| Subrogació comercial per a parelles d'homes homosexuals       | No                                 |
| Permís per donar sang als MSMs                                | No                                 |